# Stevie Lynn Jones
Stevie Lynn Jones, née le 22 octobre 1995 à Los Angeles (États-Unis) est une actrice américaine.

## Carrière
Elle a commencé sa carrière professionnelle en 2008 et elle est depuis apparue dans plusieurs films et séries.
En 2014, elle joue le rôle de Beth Ann Gibson, la fille de Dermot Mulroney dans la série Crisis[réf. souhaitée].

## Filmographie
Cinéma
- 2012 : Battle Force : Isabelle Dickie
- 2012 : Ho Ho Ho! : Zoe
- 2014 : A Teenage Drama : Emily
- 2014 : Young Americans : Mercedes Harper
- 2017 : Something in the Night : Laura
- 2017 : The Tribes of Palos Verdes : Heather
- 2017 : The Angry River : Lera
- 2018 : Wake the Riderless Horse : Stacey
- 2019 : Gaslit : Hannah
- 2020 : Evil Takes Root : Sarah Noles

Télévision
- 2012 : The Clambers - The Ledge : Kayla
- 2012 : Rogue : Kayla Lake
- 2012 : Runaways : Anne Abernathy
- 2014 : Crisis : Beth Ann Gibson
- 2014 : Unforgettable : Kendall Wilson (3x09)<
- 2014 : New York, unité spéciale : Tensley Evans (16x03)
- 2015 : Bones : Anissa Green (11x06)
- 2016 : Scream : Anna Hobbs (02x13 et 02x14)
- 2017 : Esprits Criminels : Bethany Adams (12x10)
- 2019 : Light as a Feather : Bailey
- 2019 : Nancy Drew : Laura Tandy
- 2025 : NCIS : Enquêtes spéciales : Shayna Reynolds (22x15)